# Arroyo Manga
Der Arroyo Manga ist ein auf dem Gebiet des Departamentos Montevideo im Süden Uruguays gelegener Fluss.
Der rechtsseitige Nebenfluss des Arroyo Carrasco entspringt westlich von Fraccionamiento Camino del Andaluz y Ruta 84 bzw. südwestlich von Villa Crespo y San Andrés. Sodann fließt er in Nordwest-Südost-Richtung bis zum Gebiet des Aeropuerto Internacional de Carrasco, wo er schließlich an der Grenze zum Departamento Canelones südwestlich von Colonia Nicolich in den Arroyo Carrasco mündet.